# Нюсляйн, Генрих
Генрих Нюсляйн (нем. Heinrich Nüßlein, 20 апреля 1879 г. Нюрнберг — ум. 12 ноября 1947 г. Рупольдинг) — немецкий художник, антиквар, писатель и оккультист.

## Жизнь и творчество
Г.Нюсляйн родился в небогатой семье ремесленника, мастера по художественно-поделочным работам. Уже в юности, желая стать профессиональным художником, он начинает учиться рисовать, однако из-за отсутствия средств и сильной близорукости вынужден оставить свои занятия. Получив образование в области книгопечатания, Нюсляйн работает коммивояжёром, фотографом, графиком по почтовым открыткам. В 1914 году Нюсляйн начинает вести успешную торговлю антиквариатом и произведениями искусства. В 1923 году он приобретает полуразвалившийся замок Корнбург и производит в нём обширные реставрационные работы.
В середине 1920-х годов Г.Нюсляйн вступает в контакт с приверженцами спиритизма и вскоре презентирует себя как сильного медиума (в особенности в области рисования и письменного контакта с «миром духов»). Нюсляйн был уверен, что своими полотнами выражает творческие интересы умерших великих художников, например А.Дюрера («не я рисую, а ЭТО рисует» — так характеризует он свои произведения). К другим своим работам он получает вдохновение «из других миров и планет» посредством «тонкой материи Вселенной». Себя самого Г.Нюсляйн позиционирует как «психического художника и метафизического писателя».
Рисуя первоначально лишь карандашом, художник затем создаёт и полотна масляными красками. Г.Нюсляйн разрабатывает особую художественную технику: он наносит на бумагу или картон пятнами различные краски, а затем мягкой бумагой или ватой «убирает» лишнее. Он работает также и кистью, рисует на деревянных досках, используя на картину иногда не более получаса работы. Во время художественного творчества Нюсляйн любил слушать музыку и названия некоторых его произведений указывают на этот дополнительный источник вдохновения. За свою жизнь он создал около 30.000 картин. На полотнах Нюсляйна мы видим портреты, пейзажи и архитектурные сооружения. Они наполнены необычными пирамидами, пагодами, колоннадами, статуями и святилищами фантастического образа. В начале 1930-х годов Г.Нюсляйн организует свою первую выставку. В принадлежавшем ему замке Корнбург близ Нюрнберга художник создаёт галерею из более чем 1.000 своих полотен.
В конце 1920-х — начале 1930-х годов Г.Нюсляйн, симпатизировавший национал-социалистам, устанавливает контакты с ариософом Ланцем фон Либенфельсом (что неудивительно для мистика Г.Нюсляйна, родившегося в один день с А.Гитлером). Однако через некоторое время после прихода нацистов к власти в Германии в 1933 году художник впадает в немилость. Его произведения объявляются «ненемецкими» и «дегенеративными». Гестапо конфискует его имущество, большую часть его картин и сочинений, многое уничтожается. В то же время Г.Нюсляйн впоследствии вспоминал, что один из сотрудников гестапо тайно помогал ему спасти часть произведений. В 1937 году Г.Нюсляйн вместе с женой уезжает в верхнебаварский городок Руполдинг, где у него был небольшой дом. Скончался художник в этом городке уже после окончания Второй мировой войны.
Творчество Г.Нюсляйна имело международное признание. Он был профессором Технической высшей школы Парижа и почётным доктором Брюссельского университета.

## Сочинения
- Heinrich Nüßlein: Inspiriertes Schrifttum aus dieser und jener Welt. Nürnberg: Nüßlein 1935.

## Галерея
- Работы Генриха Нюсляйна на Artnet.com Архивная копия от 6 июля 2011 на Wayback Machine